# Seebach (Lieser)
Der Seebach ist ein linker Zufluss der Lieser im österreichischen Bundesland Kärnten. Er entwässert den Millstätter See.

## Lage
Der Seebach fließt an dessen Nordwestspitze bei Seeboden aus dem Millstätter ab. Nach rund einem Kilometer mündet er im Ort Seebach in die Lieser.

## Nebenbäche
Der Seebach hat ein Einzugsgebiet von 286,6 Quadratkilometern. Er ist der Abfluss des Millstätter Sees und hat selbst keine Zuflüsse. Die wichtigsten Zuflüsse zum Millstätter See sind:
| Name                        | Mündungsseite | Mündungsort    | Einzugsgebiet in km² |
| --------------------------- | ------------- | -------------- | -------------------- |
| Riegerbach                  | Quellbach     | Döbriach       | 188,5                |
| Pesentheiner Bach           | rechts        | Pesenthein     | 006,6                |
| Riegerbach                  | rechts        | Millstatt      | 010,3                |
| Trefflinger Bach (Gießbach) | rechts        | Seeboden       | 011,8                |
| Gschrietbach                | links         | Döbriach/Glanz | 006,4                |

## Verkehr
- Straße: Den Seebach entlang verläuft die Verbindungsstraße von der Katschberg Straße B99 zum Millstätter See. In diese mündet der Zubringer Lendorf von der Tauern Autobahn A10.
- Rad: Vom Lieser Radweg R9 führt eine Verbindung zum Millstätter See die Straße den Seebach entlang.[3]